# 家督
家督（かとく）は、家父長制における家長権を意味する。鎌倉時代に家督の嫡子単独相続、遺産の分割相続が原則とされた。室町時代に両者とも嫡子相続を原則としたが、現実には完全な制度として確立しておらず、内紛が発生した。のち江戸幕府の絶対的な権力を背景として、家督の嫡子単独相続が確立した。
なお、主に武家においては、断絶した家名を他氏の者が相続することを名跡を継ぐといい、実子または血縁者が相続する場合の家督継承と区別された。主な例としては平姓畠山氏を源氏の足利義純が相続し、源姓畠山氏に変わったことなどが知られている。
また、鎌倉時代には家督権は財産権とあわせて跡職（跡式）・跡目と称して嫡子が継いだが、庶子に分割する相続財産をも跡職と称した。その後、江戸時代には先代の死亡にともなう相続の場合を跡目相続、先代の隠居による場合を家督相続と呼び分けた。
明治憲法下においても家制度の一環として法制度として存続したが、家督の相続と遺産の相続は別個に処理されるものとされ、家督相続はかならず1名の者が相続人となることとされたが（長子相続を参照）、遺産相続については配偶者や他の子による分割相続や共有も可能なものとされた。家督制度は日本国憲法施行直後の民法大改正によって廃止された。